# John Berry (Diplomat)

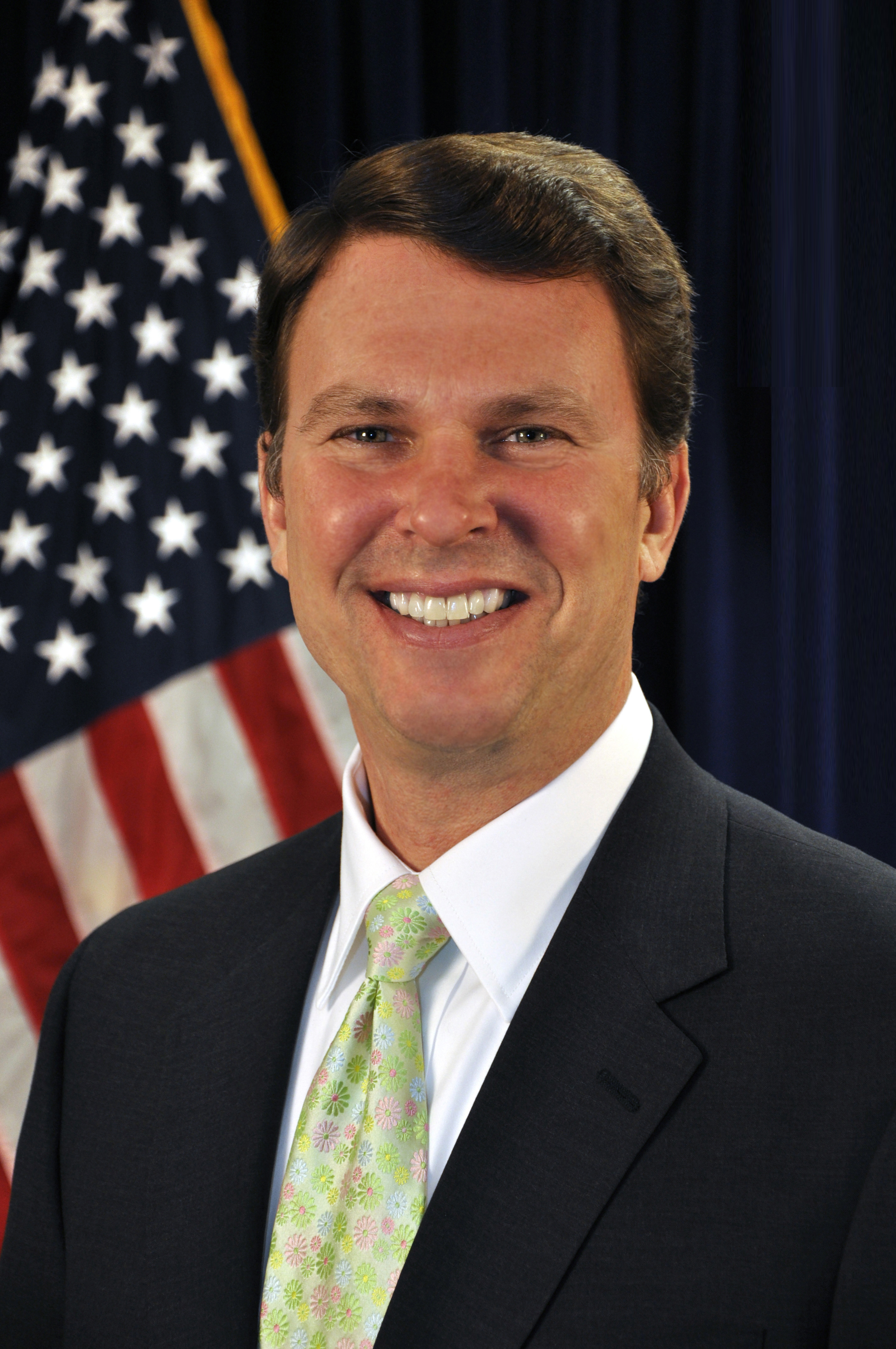
John Berry

John Berry (* 10. Februar 1959 in Rockville, Maryland) ist ein US-amerikanischer Diplomat.

## Leben
Berry studierte an der University of Maryland, am College Park und an der Syracuse University.
Von 2000 bis 2005 war Berry Direktor der National Fish and Wildlife Foundation. Vom 1. Oktober 2005 bis 13. April 2009 war er Direktor des National Zoological Park. Von 2009 bis 2013 war er Direktor des United States Office of Personnel Management. Vom 25. September 2013 bis 20. September 2016 war er als Nachfolger von Jeff Bleich Botschafter der Vereinigten Staaten in Australien tätig. Am 10. August 2013 heiratete Berry seinen langjährigen Lebensgefährten Curtis Yee in der anglikanischen St Margaret’s Episcopal Church  in Washington, D.C.